# Franck Jurietti
Franck Jurietti (Valence, 30 de março de 1975) é um futebolista francês que defende o Bordeaux, onde atua como zagueiro. Passou também por Olympique Lyonnais, Gueugnon, Bastia, Monaco e Olympique Marseille.